# خانواده واربرگ

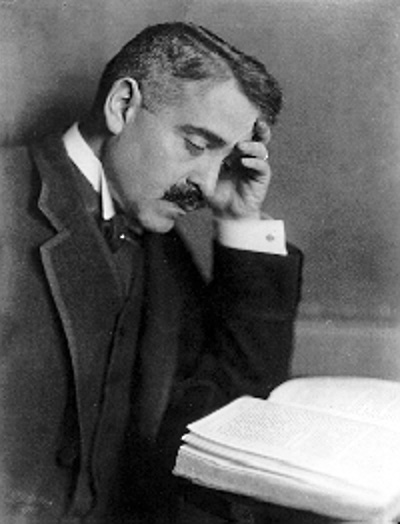
ابی واربرگ مورخ آلمانی

خانواده واربرگ (انگلیسی: Warburg family) یک خانواده بسیار معروف آمریکایی از نژاد یهودی آلمانی است که به خاطر موفقیتهای زیاد در عرصه‌های مختلف نظیر بیوشیمی، گیاهشناسی، فعالیت‌های سیاسی، اقتصاد، بانکداری، وکالت، فیزیک، موسیقی کلاسیک، تاریخ هنر، فارماکولوژی، فیزیولوژی، اقتصاد، و غیره معروف است.
این خانواده گروهی از یهودیان ونیز بودند که جزو ثروتمندترین افراد ونیز در قرن ۱۵ بودند. بعد از ایجاد ممنوعیتها بر بانکداری در ونیز آن‌ها به شهر واربرگ در آلمان مهاجرت کردند و نام خود را از آن گرفتند. خانواده واربرگ با تأسیس بانک ام. ام. واربرگ در سال ۱۷۹۸ در آلتونا در نزدیکی هامبورگ دوباره شهرت یافت. این بانک از قدیمیترین بانکهایی در دنیا است که هنوز مشغول به کار هستند. اعضای این خانواده بانکهای دیگری نظیر واربرگ پینکوس، س. ج. واربرگ و شرکاء نیز ایجاد کردند.

## ساختار خانواده
نسل خانواده به دو خط کلی تقسیم می‌شود. واربرگهای آلستورفر و واربرگهای میتلوگ. واربرگهای آلستورفر از نسل سیگموند واربرگ هستند و واربرگهای میتلوگ از نسل موریتز واربرگ. این دو برادر نوه‌های موزس مارکوس واربرگ بودند.
دو برادر موزس مارکوس واربرگ و گرسون واربرگ شرکت بانکداری ام. ام. واربرگ را تأسیس کردند. نتیجه موزس مارکوس واربرگ به نام سیگموند جرج واربرگ در سال ۱۹۴۶ در لندن بانک س. ج. واربرگ را تأسیس نمود. اریک واربرگ برادرزاده سیگموند، بانک واربرگ پینکوس را در سال ۱۹۳۸ در نیویورک تأسیس کرد. پسر اریک واربرگ به نام مکس واربرگ اکنون یکی از سه فرد اصلی در م. م. واربرگ است. پل وابرگ یکی از افراد بسیار مهم در تأسیس فدرال رزرو آمریکا بود.

### شاخه آمریکایی
فلیکس و پل وابرگ به ایالات متحده مهاجرت کردند. فلیکس با دختر جاکوب شیف ازدواج کرد. پل با نینا لوئب دختر سولومون لوئب ازدواج کرد. او مؤسس اصلی فدرال رزرو آمریکا بود. در سال ۱۹۳۳ مکس واربرگ در بانک رایشسبانک نازیها در هیئت مدیره بود تا اینکه در سال ۱۹۳۸ به ایالات متحده مهاجرت کرد.
قبل از جنگ جهانی دوم مکس واربرگ در هیئت مدیره‌ای. جی. فاربن بود که بزرگترین شرکت تولید مواد شیمیایی در آلمان بوده و زیکلون بی را برای هولوکاست تولید کرد. برادر او پل واربرگ در هیئت مدیره شاخه آمریکایی ای. جی. فاربن بود. ای. جی. فاربن نقش مهمی در تأمین منابع مالی در به قدرت رسیدن نازیهای در آلمان داشت. بعد از جنگ جهانی دوم تمامی افراد هیئت مدیره‌ای. جی. فاربن به غیر از مکس واربرگ به عنوان جنایتکار جنگی شناخته شدند.
تقریباً تمامی افراد شاخه آلمانی این خانواده در سال ۱۹۳۸ به ایالات متحده مهاجرت کردند؛ ولیکن بتی و گرتا واربرگ در آلمان باقی ماندند و در سال ۱۹۴۰ در کمپ سوبیبور کشته شدند. پسر اریک واربرگ به نام مکس واربرگ بعد از جنگ جهانی دوم به آلمان بازگشت و نقش مهمی در توسعه آلمان بعد از جنگ داشت.

## ریشه ونیزی
خانواده واربرگ ابتدا در ونیز ساکن بودند و به نام دل بانکو شناخته می‌شدند. سندهای تاریخی نشان می‌دهد که انسلمو دلبانکو یهودی بوده‌است و یکی از ثروتمندترین افراد ونیز در سال‌های ۱۵۰۰ بوده‌است. در سال ۱۵۱۳ دولت ونیز به انسلمو اجازه داد که وام با سود بدهد. بعد از اینکه محدودیتهای جدیدی به یهودیان و گتوی آنان اعمال شد انسلمو از ونیز رفت. او ابتدا به بولونا و سپس به شهر واربرگ در آلمان رفت و نام این شهر را به عنوان نام خانوادگی خود انتخاب کرد.

## اعضای معروف
- موزس مارکوس واربرگ، مؤسس بانک م. م. واربرگ
  - سارا واربرگ، با آبراهام ساموئل واربرگ پسر عموی خود ازدواج کرد
    - رزا واربرگ، با پل شیف ازدواج کرد.
    - سیگموند واربرگ، با تئوفیل روزنبرگ ازدواج نمود.
      - آبراهام ساموئل واربرگ
      - جرج گابریل واربرگ
        - سیگموند جرج واربرگ، مؤسس بانک س. جی. واربرگ در لندن

    - موریتز م. واربرگ، با شارلوت اپنهایم ازدواج کرد.
      - آبراهام واربرگ، هنرشناس آلمانی
      - مکس واربرگ، بانکدار
        - اریک واربرگ، مؤسس واربرگ پینکوس، با دوروتا تورش ازدواج کرد.

      - پل واربرگ، مؤسس فدرال رزرو آمریکا، با نینا لوئب، دختر سولومون لوئب ازدواج کرد.
        - جیمز واربرگ، بانکدار، مشاور فرانکلین روزولت، با کی سوئیفت ازدواج کرد.

      - کاترین واربرگ
      - فلیکس واربرگ، بانکدار کوهن، لوئب و شرکاء، با فریدا شیف ازدواج کرد.
      - اولگا واربرگ
      - فریتز واربرگ
      - لوئیسا واربرگ
        - والتر جولیوس درنبرگ، وکیل

### فامیلهای نزدیک
- امیل واربرگ، فیزیکدان آلمانی
- اوتو هاینریش واربرگ، بیوشیمیست برنده جایزه نوبل پزشکی در سال ۱۹۳۱.
- اوتو واربرگ، گیاهشناس و رئیس مجموعه صهیونیست.